# Llanera (Espagne)
Pour les articles homonymes, voir Llanera.
Llanera est une commune (concejo aux Asturies) située dans la communauté autonome des Asturies en Espagne. Elle est bordée au nord par Gijón et Corvera de Asturias, au sud par Oviedo, à l'est par Gijón et Siero, et à l'ouest par Illas et Las Regueras. Sa capitale est située à 11 km d'Oviedo, à 20 km d'Avilés et à 22 km de Gijón.

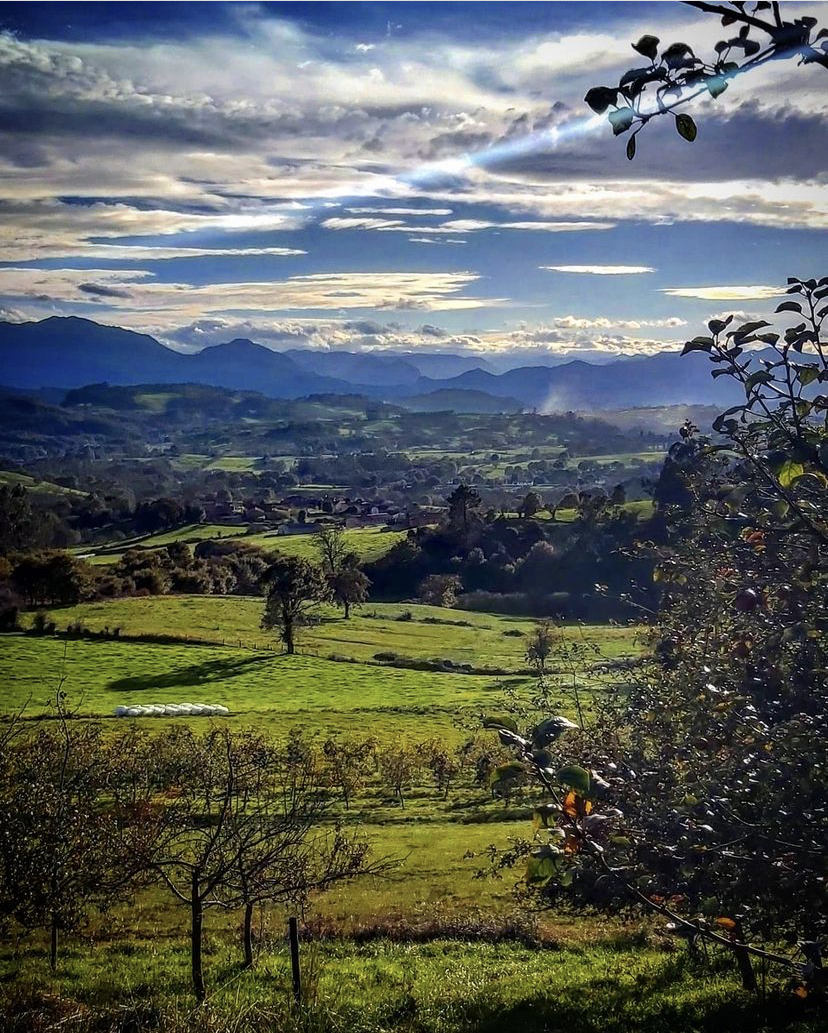
la campagne à Bonielles.

La Renfe, l'organisme national des chemins de fer, possède des gares à Lugo de Llanera, Villabona et Ferroñes.
La municipalité possède un important secteur industriel. Il existe des parcs industriels à Silvota (Lugo) et Asipo (Cayés).
Il y a un pénitencier à Villabona.
Lugo de Llanera a été fondée comme une colonie romaine, nommée Lucus Asturum. Elle est située à l'embranchement des voies romaines menant à Astorga et à la Cantabrie.

## Paroisses civiles
La commune comprend les 11 paroisses suivantes :
- Ables
- Arlós
- Bonielles
- Cayés
- Ferroñes
- Lugo (Llugo)
- Pruvia
- Rondiella (Posada)
- San Cucufate de Llanera (San Cucao)
- Santa Cruz de Llanera (Santa Cruz)
- Villardeveyo (Villardebeyo)